# Aeschynomene evenia
Aeschynomene evenia är en ärtväxtart som beskrevs av Charles Wright. Aeschynomene evenia ingår i släktet Aeschynomene och familjen ärtväxter.

## Underarter
Arten delas in i följande underarter:
- A. e. evenia
- A. e. serrulata